# Pseudopanurgus durangoensis
Pseudopanurgus durangoensis är en biart som först beskrevs av Timberlake 1975.  Pseudopanurgus durangoensis ingår i släktet Pseudopanurgus och familjen grävbin. Inga underarter finns listade i Catalogue of Life.